# Comté de Chemung
Le comté de Chemung est un comté de l'État de New York aux États-Unis. Selon le recensement de 2020, la population atteignait 84 148 habitants. Son nom vient du nom d'un village des Indiens Delaware signifiant "Grosse corne". Son siège est Elmira.
L'auteur Mark Twain y vécut plusieurs années.
La superficie de ce comté est de 1 064 km2 (dont 7 km2 d'eau).

## Comtés adjacents
- Comté de Schuyler, au nord
- Comté de Steuben, à l'ouest
- Comté de Tioga, à l'est
- Comté de Tompkins, au nord-est

## Démographie
| Groupe                           | Comté de Chemung | New York | États-Unis |
| -------------------------------- | ---------------- | -------- | ---------- |
| Blancs                           | 88,7             | 66,8     | 72,4       |
| Afro-Américains                  | 6,6              | 15,9     | 12,6       |
| Métis                            | 2,7              | 3,0      | 2,9        |
| Autres                           | 0,6              | 7,5      | 6,4        |
| Asiatiques                       | 1,2              | 7,3      | 4,8        |
| Amérindiens                      | 0,3              | 0,6      | 0,9        |
| Total                            | 100              | 100      | 100        |
|                                  |                  |          |            |
| Hispaniques et Latino-Américains | 2,5              | 17,6     | 16,7       |